# Holophysis anoma
Holophysis anoma är en fjärilsart som beskrevs av Walsingham 1910. Holophysis anoma ingår i släktet Holophysis och familjen stävmalar. Inga underarter finns listade i Catalogue of Life.